# Акбаш (приток Дымки)
Акба́ш (баш. Аҡбаш, тат. Акбаш) — река в России, протекает в Ютазинском районе Республики Татарстан. Левый приток реки Дымка.

## География
Река Акбаш берёт начало у деревни Еновка. Течёт на юг через поля. Впадает в Дымку у села Акбаш. Устье реки находится в 18 км по левому берегу реки Дымка. Длина реки составляет 17 км, площадь водосборного бассейна — 56,5 км².

## Данные водного реестра
По данным государственного водного реестра России относится к Камскому бассейновому округу, водохозяйственный участок реки — Ик от истока и до устья, речной подбассейн реки — бассейны притоков Камы до впадения Белой. Речной бассейн реки — Кама.
Код водного объекта в государственном водном реестре — 10010101312111100028183.